# Нигинское сельское поселение
Нигинское сельское поселение — упразднённое сельское поселение в составе Никольского района Вологодской области.
Центр — деревня Нигино.
Население по данным переписи 2010 года — 660 человек, оценка на 1 января 2012 года — 620 человек.

## История
В 1999 году был утверждён список населённых пунктов Вологодской области. Согласно этому в Нигинский сельсовет входил 21 населённый пункт.
В 2000 году был упразднён починок Петропавловский.
1 января 2006 года в соответствии с Федеральным законом № 131 «Об общих принципах организации местного самоуправления в Российской Федерации» образовано Нигинское сельское поселение, в состав которого вошёл Нигинский сельсовет за исключением деревень Бутова Курья и Ивантец, которые вошли в Краснополянское сельское поселение.
Законом Вологодской области от 25 июня 2015 года № 3690-ОЗ, Байдаровское, Вахневское, Нигинское и Теребаевское сельские поселения были преобразованы, путём их объединения, в сельское поселение Никольское с административным центром в городе Никольске.

## География
Расположено в северо-западной части района. Граничит:
- на севере с Вахневским сельским поселением,
- на западе с Кемским сельским поселением,
- на юге с Краснополянским сельским поселением,
- на востоке с Теребаевским сельским поселением.

## Населённые пункты
В состав сельского поселения входило 18 населённых пунктов, в том числе
13 деревень,
5 починков.
| Населённый пункт    | ОКАТО          | Рег. номер | Расстояние до районного центра, км | Расстояние до центра поселения, км | Индекс | Координаты                      |
| ------------------- | -------------- | ---------- | ---------------------------------- | ---------------------------------- | ------ | ------------------------------- |
| деревня Богдановка  | 19 234 844 002 | 5020       | 39                                 | 21                                 | 161462 | 59°40′32″ с. ш. 44°59′44″ в. д. |
| деревня Бураково    | 19 234 844 003 | 5021       | 21                                 | 3                                  | 161461 | 59°40′26″ с. ш. 45°19′44″ в. д. |
| деревня Виноградово | 19 234 844 005 | 5023       | 37                                 | 14                                 | 161461 | 59°38′16″ с. ш. 45°06′46″ в. д. |
| деревня Горка-Кокуй | 19 234 844 006 | 5024       | 25                                 | 7                                  | 161461 | 59°41′23″ с. ш. 45°14′27″ в. д. |
| деревня Елховка     | 19 234 844 007 | 5025       | 36                                 | 18                                 | 161462 | 59°41′03″ с. ш. 45°01′48″ в. д. |
| починок Еремкин     | 19 234 844 008 | 5026       | 21                                 | 3                                  | 161461 | 59°38′00″ с. ш. 45°14′47″ в. д. |
| починок Каменный    | 19 234 844 010 | 5028       | 30                                 | 12                                 | 161462 | 59°43′06″ с. ш. 45°08′42″ в. д. |
| деревня Кошелево    | 19 234 844 012 | 5029       | 25                                 | 7                                  | 161461 | 59°39′33″ с. ш. 45°11′53″ в. д. |
| деревня Красавино   | 19 234 844 013 | 5030       | 34                                 | 16                                 | 161462 | 59°41′55″ с. ш. 45°04′16″ в. д. |
| деревня Лашово      | 19 234 844 014 | 5031       | 20                                 | 2                                  | 161461 | 59°40′02″ с. ш. 45°18′03″ в. д. |
| починок Левкин      | 19 234 844 015 | 5032       | 24                                 | 6                                  | 161461 | 59°40′25″ с. ш. 45°12′17″ в. д. |
| деревня Марково     | 19 234 844 016 | 5033       | 27                                 | 9                                  | 161462 | 59°42′56″ с. ш. 45°12′32″ в. д. |
| деревня Нигино      | 19 234 844 001 | 5019       | 18                                 | —                                  | 161461 | 59°39′10″ с. ш. 45°16′36″ в. д. |
| деревня Петрянино   | 19 234 844 018 | 5034       | 21                                 | 3                                  | 161461 | 59°40′46″ с. ш. 45°18′28″ в. д. |
| деревня Прудишная   | 19 234 844 019 | 5036       | 23                                 | 5                                  | 161461 | 59°40′05″ с. ш. 45°13′16″ в. д. |
| починок Пятаков     | 19 234 844 020 | 5037       | 32                                 | 14                                 | 161462 | 59°42′40″ с. ш. 45°05′17″ в. д. |
| деревня Самылово    | 19 234 844 021 | 5038       | 22                                 | 4                                  | 161461 | 59°41′15″ с. ш. 45°18′42″ в. д. |
| починок Филинский   | 19 234 844 022 | 5039       | 28                                 | 10                                 | 161462 | 59°42′55″ с. ш. 45°10′50″ в. д. |

Деревня Виноградово упраздняется 9 января 2021 года.
Населённые пункты, упразднённые 1.02.2000:
| Населённый пункт        | ОКАТО          | Рег. номер |
| ----------------------- | -------------- | ---------- |
| починок Петропавловский | 19 234 844 017 | 5035       |